# Taraxacum acrolobum
Taraxacum acrolobum — вид квіткових рослин з родини айстрових (Asteraceae). Вид зростає в Європі: Данія, Швеція, Фінляндія, Німеччина, Польща, Естонія; це багаторічна рослина помірних біомів.